# Gotovusha
Gotovusha (albanska: Gotovusha, serbiska: Gotovuša) är en by i Kosovo. Den ligger i kommunen Shtërpca. Enligt den senaste folkräkningen år 2011 fanns det 445 invånare.

## Demografi
| Demografi | 2011 |
| --------- | ---- |
| serber    | 445  |